# Communauté de communes du Bassin d'Aubenas
La communauté de communes du Bassin d'Aubenas est une communauté de communes française, située dans le département de l'Ardèche en région Auvergne-Rhône-Alpes.
Elle est née de la fusion des communautés de communes du Pays d'Aubenas-Vals et du Vinobre.

## Historique
Le schéma départemental de coopération intercommunale de 2015 prévoyait la fusion des six communautés de communes de l'Aire urbaine d'Aubenas: Pays d'Aubenas-Vals, Ardèche des Sources et Volcans, Berg et Coiron, du Val de Ligne et du Vinobre. La population, dépassant 60 000 habitants, aurait permis la création d'une troisième communauté d'agglomération dans le département. 
Un amendement, déposé et examiné par la commission départementale de coopération intercommunale, a abouti au maintien en l'état des communautés de communes Berg et Coiron, Ardèche des Sources et Volcans (sauf Astet, qui rejoint la future communauté de communes du plateau ardéchois, ainsi que Lachamp-Raphaël) et du Val de Ligne. La communauté de communes d'Aubenas fusionnera uniquement avec celle du Vinobre, à la suite du SDCI adopté fin mars 2016.
Cette fusion est confirmée en mars 2016.
Le 1er janvier 2019, les communes d'Antraigues-sur-Volane et d'Asperjoc fusionnent pour constituer la commune nouvelle de Vallées-d'Antraigues-Asperjoc.

## Composition
La communauté de communes est composée des 28 communes suivantes :

| Nom                           | Code Insee | Gentilé                   | Superficie (km2) | Population (dernière pop. légale) | Densité (hab./km2) |
| ----------------------------- | ---------- | ------------------------- | ---------------- | --------------------------------- | ------------------ |
| Ucel (siège)                  | 07325      | Ucellois                  | 5,54             | 2 031 (2022)                      | 367                |
| Ailhon                        | 07002      | Ailhonnais                | 7,8              | 553 (2022)                        | 71                 |
| Aizac                         | 07003      | Aizacois                  | 6,65             | 172 (2022)                        | 26                 |
| Aubenas                       | 07019      | Albenassiens              | 14,32            | 12 488 (2022)                     | 872                |
| Fons                          | 07091      | Fonsois                   | 4,03             | 317 (2022)                        | 79                 |
| Genestelle                    | 07093      | Genestellois              | 21,43            | 269 (2022)                        | 13                 |
| Juvinas                       | 07111      |                           | 8,43             | 186 (2022)                        | 22                 |
| Labastide-sur-Bésorgues       | 07112      | Bastidains                | 17,29            | 282 (2022)                        | 16                 |
| Labégude                      | 07116      | Labégudiens               | 3,12             | 1 376 (2022)                      | 441                |
| Lachapelle-sous-Aubenas       | 07122      | Chapelluds                | 10,12            | 1 840 (2022)                      | 182                |
| Lavilledieu                   | 07138      | Villadéens                | 14,65            | 2 248 (2022)                      | 153                |
| Laviolle                      | 07139      | Laviolleins               | 13,84            | 99 (2022)                         | 7,2                |
| Lentillères                   | 07141      |                           | 8,72             | 236 (2022)                        | 27                 |
| Mercuer                       | 07155      | Mercuerois                | 7,57             | 1 315 (2022)                      | 174                |
| Mézilhac                      | 07158      | Mézilhacois               | 26,66            | 99 (2022)                         | 3,7                |
| Saint-Andéol-de-Vals          | 07210      | Saint-Andéolais           | 16,65            | 529 (2022)                        | 32                 |
| Saint-Didier-sous-Aubenas     | 07229      |                           | 2,76             | 924 (2022)                        | 335                |
| Saint-Étienne-de-Boulogne     | 07230      | Stéphanois-Boulonnais     | 14,97            | 404 (2022)                        | 27                 |
| Saint-Étienne-de-Fontbellon   | 07231      | Stéphanois Fontbelliniens | 9,51             | 2 894 (2022)                      | 304                |
| Saint-Joseph-des-Bancs        | 07251      | Bancheraux                | 12,89            | 191 (2022)                        | 15                 |
| Saint-Julien-du-Serre         | 07254      | Saint-Julserois           | 9,78             | 874 (2022)                        | 89                 |
| Saint-Michel-de-Boulogne      | 07277      |                           | 7,53             | 148 (2022)                        | 20                 |
| Saint-Privat                  | 07289      | Privatois                 | 6,13             | 1 664 (2022)                      | 271                |
| Saint-Sernin                  | 07296      | Saint-Serniquois          | 5,78             | 1 842 (2022)                      | 319                |
| Vallées-d'Antraigues-Asperjoc | 07011      |                           | 21,93            | 852 (2022)                        | 39                 |
| Vals-les-Bains                | 07331      | Valsois                   | 19,2             | 3 479 (2022)                      | 181                |
| Vesseaux                      | 07339      | Vesseaudencs              | 18,71            | 2 048 (2022)                      | 109                |
| Vinezac                       | 07343      | Vinezacois                | 10,91            | 1 388 (2022)                      | 127                |

## Démographie
| 1968   | 1975   | 1982   | 1990   | 1999   | 2010   | 2015   | 2021   |
| ------ | ------ | ------ | ------ | ------ | ------ | ------ | ------ |
| 27 737 | 30 348 | 31 317 | 32 500 | 33 608 | 37 299 | 39 556 | 40 438 |

## Administration

### Siège
La communauté de communes a son siège à Ucel, 16 route de la Manufacture Royale bien que la ville principale soit Aubenas.

### Conseil communautaire
En 2017, 55 conseillers communautaires siègent au conseil.
| Nombre de délégués | Communes                                                                         |
| ------------------ | -------------------------------------------------------------------------------- |
| 16                 | Aubenas                                                                          |
| 4                  | Vals-les-Bains                                                                   |
| 3                  | Saint-Étienne-de-Fontbellon                                                      |
| 2                  | Lachapelle-sous-Aubenas, Lavilledieu, Saint-Privat, Saint-Sernin, Ucel, Vesseaux |
| 1                  | Les autres communes                                                              |

### Présidence
La communauté de communes est actuellement présidée par 
| Période      | Période      | Identité        | Étiquette | Qualité                          |
| ------------ | ------------ | --------------- | --------- | -------------------------------- |
| janvier 2017 | juillet 2020 | Louis Buffet    | DVD       | Maire de Labastide-sur-Bésorgues |
| juillet 2020 | en cours     | Max Tourvieilhe | DVD       | Maire de Vesseaux                |

### Compétences
La structure adhère au 
- SM Inforoutes
- SICTOMSED
- ARDECHE DROME NUMERIQUE-ADN
- Syndicat mixte du Pays de l'Ardèche méridionale
- Syndicat mixte d'études des Monts et Vallées d'Ardèche

### Régime fiscal et budget
Le régime fiscal de la communauté de communes est la fiscalité professionnelle unique (FPU).